# روهان أهيرن
روهان أهيرن (بالإنجليزية: Rohan Ahern)‏ هو لاعب دوري الرغبي أسترالي، ولد في 15 يونيو 1988 في بريزبان في أستراليا.